# U Mobile
U Mobile是马来西亚一家移动电话服务提供者，成立于1998年（前身为 MiTV 网络公司），2007年转型成为移动通讯公司。U Mobile 是马来西亚的廉价移动数据网络提供商之一，网络速度是处于马来西亚通讯第四。 U Mobile 是成功集团的全资附属子公司，公司持有者是马来西亚十大首富之一的陈志远。U Mobile使用018和011拨号。
U Mobile 目前拥有200万名左右的用戶（包含预付和后附用户），当中预付用户占大多数。由于 U Mobile 自家基站的覆盖区较少，因此 U Mobile 租用了明讯和天地通在马来西亚的全国2G基站和部分地区的3G基站。
U Mobile的所有后附和预付配套都没有合约，除了用户通过U Postpaid的 U PayLaterTM 和 U SaveMoreTM 签购手机。

## 产品与服务

### Postpaid （后付）

#### U Postpaid
U Postpaid是U Mobile推出以替代Unlimited Hero Postpaid的5G后付配套，且分为3种：U Postpaid 38, U Postpaid 68 和 U Postpaid 98。U Postpaid 38的30GB上网数据与2023年2月10日提升至60GB，U Postpaid 68和98分别有着100GB和1TB的上网数据。全部U Postpaid配套都有着无限量拨电和超高速热点分享 (Ultra Hotspot 5G)。值得一提的是，U Postpaid 68和98都有15GB免费国际漫游数据和免费通话，其中包含了63个国家。

#### Unlimited Hero Postpaid
Unlimited Hero Postpaid是U Mobile的已断续旧后付配套，分为三种：P79, P99 和 P139。P79上网数据有20GB，但有着多种无限上网数据Add-On，包括了视频、音乐、聊天软件和Waze。P99和P139有无限高速上网数据和30GB与50GB的热点。三个配套都配有无限量拨电和3GB的漫游数据，P79只有1GB的漫游数据，包含了高达12个亚洲国家。P139的用户在2022年11月9日也获得免费更新被准许使用5G网络。

#### Giler Unlimited Postpaid (GX)
GX Postpaid是U Mobile已断续较便宜的后付配套，分为2种: GX50 和 GX68。GX50和GX68都享有无限量上网数据和拨电，但只有5GB热点数据。GX50的数据速度是5Mbps，GX68则有着无限量网速，两者都不能接入5G网络。

### Prepaid （预付)

#### U Prepaid
U Prepaid和U Postpaid相似，都是5G配套。U Prepaid分为3种：Prepaid U25, Prepaid U35 和 Prepaid U40。所有U Prepaid都有着无限量网络和拨电，但是U Prepaid都有FUP, U25为30GB，U35和U40则为100GB，使用超过FUP后网络速度将会被调低至512kbps。U25的网络速度为3Mbps，U35和U40则为6Mbps。值得一提的是U25没有热点，U35有3GB，U40有3GB外加共用配套数据的热点。U25的用户只能每天使用1小时的5G网络，U35和U40则已更新成在每个周末才能使用5G网络。

#### Giler Unlimited Prepaid (GX)
GX Prepaid是U Mobile的已断续旧预付配套，分为3种：GX12, GX30, GX38和GX43。GX12是每个星期的配套，有着无限量网络和拨电。GX30和GX38都是每个月的配套，有着6Mbps和12Mbps的无限量网络和6GB的热点数据，唯一的分别就是GX43和GX38有着无限量拨电。GX43和GX38大同小异，唯一不同的就是GX43有无限量热点数据。

### Broadbands （宽频）

#### Fibre Broadband（光纤宽频）
U Mobile的光纤宽频有三种上网速度不同的配套，分别是 100Mbps, 500 Mbps 和 1Gbps，都有24个月的合约和无限量网络。Time dotCom应该是网络供应商，因为由于U Mobile在官网主页的照片上注明网络供应商是 Allo Technology，但是却在2022年与 Time dotCom 宣布合作，且在新闻稿上说明与 Time dotCom 的合作是在与 Allo Technology的合作后才展开的，因此相关细节并不清楚。

#### U Home 5G
U Home 5G是全新且无合约的无线宽频配套，在2023年6月23日推出以取代Wireless Broadband。U Home 5G配有无限量高速数据，可与其他设备分享，而且还可以使用5G网络，但是只能在大马境内使用。不过，该公司表示，如果检测到滥用或大于1000GB异常高的使用量，它将限制用户的速度。用户可能需要外加购买1000GB的网络通行证，以继续使用高速网络。

#### Wireless Broadband（无线宽频）
U Mobile无线宽频已被U Home 5G取代。它拥有4种无合约配套，分别是 WB48, WB68, WB88 和 WB128。WB48有20GB数据和UL，WB68则有30GB上网数据及UL和UP。WB88有50GB数据和UL，UP及UFG，WB128与WB88唯一不同的是就是有150GB的数据。用户可以根据各自配套配有的Unlimited在指定的应用程序上使用无限量网络，详情如下：
- UL (Unlimited Learning 无限学习) 包括 Google Meet 和 Zoom。
- UP (Unlimited Productivity 无限生产力) 包括 Microsoft Office365 应用程序如 Teams, Outlook, Exchange, OneDrive, Sharepoint, Word, Excel, Powerpoint, Access 和 Publisher。
- UFG (Unlimited Fun & Games 无限娱乐和游戏) 包括 Shopee, Lazada, MLBB, Garena CoDM 和 Garena FreeFire。

## 持股
U Mobile主要持股公司包括Straits Mobile Investments Pte. Ltd (49%)、接着是U Telemedia Sdn Bhd (21.46%)、苏丹依布拉欣·依斯迈 (15%)、Magnum万字公司 (6.33%)、丹斯里陈志远 (6.2%)和成功集团 (2.01%)